# 니시자와 겐타
니시자와 겐타(일본어: 西澤 健太, 1996년 9월 6일~)는 일본의 축구 선수이다.

## 구단 경력
그는 2019년 J1리그의 시미즈 에스펄스에 입단했다. 2022년후 J2리그에 강등했다. 2024년까지 135경기에 출전하여, 17득점을 넣었다. 2025년 사간 도스로 이적했다.